# Гаммагерпесвирусы
Гаммагерпесвирусы или γ-герпесвирусы (лат. Gammaherpesvirinae) — подсемейство вирусов, входящее в семейство герпесвирусов.
Гаммагерпесвирусы имеют ограниченный круг хозяев, проявляют специфичность к Т-лимфоцитам или В-лимфоцитам. В латентном состоянии обнаруживаются в лимфоидной ткани, репликация in vitro происходит в лимфобластоидных клетках. Некоторые вирусы этого подсемейства (Lymphocryptovirus, Rhadinovirus) могут вызывать злокачественные новообразования.

## Классификация
По данным Международного комитета по таксономии вирусов (ICTV), на май 2016 г. в подсемейство включают следующие роды:
- Bossavirus
- Lymphocryptovirus
- Macavirus
- Manticavirus
- Patagivirus
- Percavirus
- Rhadinovirus

без рода
- Equid gammaherpesvirus 7
- Phocid gammaherpesvirus 2
- Saguinine gammaherpesvirus 1